# Меладзе Костянтин Шотайович
Костянти́н Шота́йович Мела́дзе (груз. კონსტანტინე მელაძე; нар. 11 травня 1963, Батумі, Грузинська РСР, СРСР) — український композитор-пісняр і продюсер грузинського походження. Заслужений діяч мистецтв України, лауреат премії «Телетріумф» у номінації «Композитор телепрограми» (2010) та премії YUNA у категорії «Найкращий композитор» за досягнення у музиці за 20 років (2011). Старший брат співака Валерія і його продюсер.
З 7 сезону є членом журі і наставником українського проєкту X-Фактор.

## Біографія
Народився 11 травня 1963 року в Батумі. Ріс тихою і спокійною дитиною і був повною протилежністю своєму молодшому братові. У дитинстві вони збирали платівки і разом слухали.
Писати музику почав, коли він потрапив до ансамблю при Миколаївському кораблебудівному інституті, де навчався разом з братом.
Разом з Валерієм Костянтин працював у  гурті «Діалог», пізніше вони зайнялись сольною творчістю. 2000 року Костянтин спільно з Дмитром Костюком заснував гурт ВІА Гра. Пише пісні для Софії Ротару, Валерія Меладзе, гуртів «ВІА Гра», «MBAND», «Інь-Ян» та іншим артистам.
Виступив музичним продюсером фільму «Стиляги». Був композитором і музичним продюсером фільмів «Вечори на хуторі поблизу Диканьки», «Сорочинський ярмарок», «Попелюшка».
2007 року став продюсером російської Фабрики зірок-7 на Першому каналі, разом зі своїм братом Валерієм Меладзе. Влітку 2009 року Костянтин прийняв пропозицію Нового каналу і очолив третю «Фабрику Зірок». Того ж року заснував продюсерський центр “Константа Рекордз”.
2010 року став музичним продюсером українського талант-шоу — «Україна сльозам не вірить», а в 2011 році — співочого талант-шоу «Голос країни».
27 грудня 2012 року на 32-му кілометрі траси Київ — Обухів, Костянтин Меладзе, який був за кермом свого автомобіля, збив 30-річну мешканку селища Козин Київської області, що стало причиною її смерті.. Тоді поліцію на місце трагедії викликав сам водій – Костянтин Меладзе. Він навіть намагався надати першу домедичну допомогу потерпілій, однак безрезультатно.В молодої Ганни Пищало залишилися двоє маленьких діток – 5-річний синочок Данилко та 2-річна донечка Софійка. За фактом ДТП порушено кримінальну справу за ст. 286 Кримінального кодексу (порушення ПДР, що спричинило смерть потерпілого). До завершення слідства, Меладзе мав статус свідка ДТП. У грудні 2013 прокуратура Київської області провела перевірку з розслідування міліції ДТП і погодилася з висновками слідства і закрила справу. Слідство встановило, що загибла переходила дорогу в невстановленому місці паралельно пішохідному переходу в одному-двох метрах від нього, і вини водія не було. В той же час, за повідомленнями ЗМІ, Меладзе виплатив родині загиблої 30 тисяч доларів.
У 2014 році в рамках проєкту «Хочу до Меладзе» було засновано бой-бенд MBAND, продюсером котрого є Костянтин.
У 2024 році вийшов новий сінгл «Зима так близько».

## Політика
Був помічником нардепа Лісіна (4-те скликання, 2002-2006 рр.).

## Особисте життя
З 1994 по 2013 рік був одружений із Яною Меладзе. Має трьох дітей від цього шлюбу: Аліса (2000), Лія (2004), Валерій (2005).
22 жовтня 2015 року одружився в Італії із співачкою та колишньою учасницею гурту «ВИА Гра» Вірою Брежнєвою.
В 2022 році через російсько-українську війну, подружжя подали на розлучення. В 2023 році розлучився. Брат Костянтина — Валерій заявив, що в експодружжя були сімейні розбіжності .
Донька Лія (нар. 2004) — учасниця 12-го сезону шоу «Голос країни».

## Артисти, котрих продюсує Костянтин Меладзе
- Валерій Меладзе (з 1992)
- ВІА Гра (2000—2025)
- Інь-Ян (2007—2012)
- Поліна Гагаріна (2010—2015)
- Віра Брежнєва (2008—2023)
- MBAND (2014—2020)

## Фільмографія
Костянтин Меладзе виступив як композитор таких фільмів:
- Незнайко на Місяці (1999, анімаційний мюзикл)
- Вечори на хуторі біля Диканьки (2001, телевізійний мюзикл)
- Попелюшка (2002, телевізійний мюзикл)
- Сорочинський ярмарок (2004, телевізійний мюзикл)
- Тримай мене міцніше (2007, серіал)
- Стиляги (2008, мюзикл)
- У джазі тільки дівчата (2011, мюзикл)
- Відлига (2013, серіал)

## Скандали
«Новий канал» вважав появу іноземного виконавця на кастингу «Фабрики зірок» дивом, привласнили собі артиста, який дивом опинився з Риги на кастингах у Києві. Попри резонанс справи ніхто з організаторів і продюсерів проєкту української «Фабрики зірок» не підтвердив крадіжку артиста Стаса Шуріна у компанії TUARON та її керівника — Anton Sova. За версією Музвар випадок артиста з продюсером увійшов до ТОП-5 найвідоміших випадків розриву взаємин у музичній індустрії України.
Визнати наявність у артиста менеджера означало б самому артисту втратити місце під час конкурсу і надалі мати юридичні наслідки для всіх сторін. Сам артист відхрестився від ділових стосунків з Anton Sova і компанією TUARON заради збереження місця в конкурсі «Фабрики зірок-3», в якому він у результаті здобув перемогу.

## Нагороди
- 2010 — лауреат премії «Телетріумф» у номінації «Композитор телепрограми».
- 2011 — лауреат премії YUNA у категорії «Найкращий композитор» за досягнення у музиці за 20 років.